# Nh1816 Verzekeringen
Nh1816 Verzekeringen is een coöperatieve schadeverzekeraar, gevestigd in Oudkarspel. Het bedrijf telt anno 2025 circa 225 medewerkers. Bij de verzekeraar zijn circa 1350 assurantiekantoren aangesloten.

## Historie
Nh1816 Verzekeringen is op 5 oktober 1816 aan de Dorpsstraat in Oudkarspel opgericht door houtzager Cornelis Jansz Eecen als Onderlinge Brandwaarborg Maatschappij en is daarmee een van de oudste verzekeraars in Nederland. Hij kocht de assurantieportefeuille van de Bataafse Brandwaarborg van de baljuw van Katwijk voor fl 9000,00. De werkruimte van Cornelis Eecen was in de boerderij naast de houtzaagmolen (de Vier Gebroeders) die hij samen met zijn zoons Jan, Gebrand, Klaas en Pieter bestierde. Cornelis Eecen was voorheen turfhandelaar en turfverscheper geweest. Hij werd in 1800 benoemd tot schepen van Oudkarspel en kerkmeester van de kerk.
Het werkterrein van zijn verzekeringsbedrijf bleef lange tijd beperkt tot het noorden van Holland. Eigenaren van bedrijven, woningen en schuren in Noord-Holland konden bij Cornelis Eecen hun opstal verzekeren tegen brand. Voor Eecen was een schadeclaim lucratief: na een schadeclaim kon de houtzaagmolen extra omzet verkrijgen door het verzagen van het hout voor de herbouw van afgebrande gebouwen.
In 1831 nam zoon Gerbrand het bedrijf over. Toen hij in 1883 overleed, besloten de nabestaanden om de houtzagerij en de brandwaarborgmaatschappij te splitsen. Zoon Jan Eecen werd directeur van de houtzagerij en de andere zoon Cornelis Eecen leidde vanaf dat moment het verzekeringsbedrijf.
Vanaf 1896 breidde het bedrijf uit naar een landelijke maatschappij. Onder toezicht van landelijke en lokale inspecteurs werden brandrisico’s in heel Nederland verzekerd. De naam werd veranderd in Onderlinge Hollandsche Brandwaarborg Maatschappij.
In 1910 volgde zoon Gerbrand zijn vader Cornelis op maar hij stierf in 1915 op jonge leeftijd. Zijn moeder N. Eecen-Schoorl nam toen, met hulp van commissaris A. Wonder, de dagelijkse leiding over totdat andere zoon Cornelis oud genoeg zou zijn om leiding te kunnen geven aan het bedrijf. Zij breidden de verzekeringsportefeuille uit door inbraak- en glasverzekeringen aan te bieden, naast de bestaande brand- en autoverzekeringen. In 1925 was Cornelis oud genoeg om zijn moeder op te volgen en werd daarmee de laatste directeur van de Onderlinge uit de familielijn Eecen. Onder zijn leiding werd in de loop van de jaren de verzekeringsportefeuille verder uitgebreid: 
- In 1934 stormverzekeringen.
- In 1938 ongevallenverzekeringen.
- In 1939 alle gevarenverzekeringen.

In 1962 besloot Cornelis Eecen om de N.V. Noordhollandsche van 1816 op te richten. De aandelen van de N.V. kwamen in bezit van de familie Eecen. In de nieuwe N.V. werden de verzekeringsactiviteiten en het grootste gedeelte van de verzekeringsportefeuille ondergebracht. Het kapitaal en eigen vermogen dat sinds 1816 was opgebouwd, bleven echter in het moederbedrijf.

## Bestuur- en directieveranderingen
In 1964 werd Henk Box Jr. aangesteld als eerste externe directielid van de NV Noordhollandsche van 1816. Na het overlijden van Box in 1986 volgde IJs Feller hem op als algemeen directeur.
In 1988 overleed oud-directeur Cornelis Eecen op 90-jarige leeftijd. Bestuurlijk was de familie Eecen in 1989 al enige tijd minder betrokken. In dit jaar besloot de familie dan ook om de aandelen van de N.V. te verkopen. De Onderlinge kocht de aandelen. De transactie ging volgens de ‘dode-hand-constructie’. Dit betekent dat niemand de aandelen kon opeisen of via de aandelen invloed op de maatschappij kon uitoefenen.
In 1991 werd Stichting Goede Doelen Nh1816 opgericht. In 2013 werd de naam van het bedrijf gewijzigd naar Nh1816 Verzekeringen en werd de Coöperatie Noordhollandsche van 1816 U.A. opgericht.

## Coöperatie
Het bedrijf is een coöperatieve schadeverzekeraar. De coöperatie is de verbinding tussen Nh1816, de verzekeringsadviseur, de verzekerden en de lokale samenleving. Vanuit de coöperatie geeft het verzekeringsbedrijf een deel van haar winst (vanuit collectief dividend dat afhankelijk is van het bedrijfsresultaat en geen invloed heeft op de premies of schade-uitkeringen) terug aan de samenleving. Dit gebeurt door ondersteuning van lokale en landelijke goede doelen (o.a. de KNRM, KNGF, ARTIS, Carré, Talentboek.nl, het Leerorkest en het Spoorwegmuseum) en via de Stichting Goede Doelen Nh1816 in samenwerking met lokaal werkende verzekeringsadviseurs. Verzekerden bij het bedrijf zijn automatisch lid van de coöperatie.

## Prijzen
Het bedrijf is een aantal jaren op rij verkozen tot beste schadeverzekeraar van Nederland.
In 2020, 2021, 2022, 2023 én 2024 werd het bedrijf bekroond tot beste woonverzekeraar en won het de Gouden Lotus Award.